# استفتاء سان مارينو 2013
تم إجراء استفتاءين في سان مارينو في 20 أكتوبر 2013. سُئل الناخبون عما إذا كانوا يوافقون على إجراءات لربط زيادة الرواتب بالتضخم وما إذا كان يتعين على الدولة تقديم طلب للانضمام إلى الاتحاد الأوروبي. على الرغم من أن كلا الاقتراحين حصلا على التصويت بالأغلبية، لم يصل أي منهما إلى النصاب القانوني بنسبة 32 ٪ من الناخبين المسجلين المؤيدين (10,657 ناخبًا)، مما أدى إلى رفض كلا الاقتراحين. 

## خلفية
تم تنظيم سؤال الاستفتاء حول الرواتب من قبل الاتحاد الديمقراطي لعمال سان مارينو، واقترح إعادة تقييم الرواتب في 1 يناير بنفس معدل التضخم الرسمي للحكومة.

## النتائج

### عضوية الاتحاد الأوروبي
| الخيار                      | الأصوات | ٪     |
| --------------------------- | ------- | ----- |
| مع                          | 6,732   | 50.28 |
| ضد                          | 6,657   | 49.72 |
| أصوات غير صالحة / فارغة     | 1,059   | -     |
| المجموع                     | 14,448  | 100   |
| الناخبون المسجلون / الاقبال | 33,303  | 43.38 |
| المصدر: وزارة الداخلية      |         |       |

### زيادة الراتب
| الخيار                      | الأصوات | ٪     |
| --------------------------- | ------- | ----- |
| مع                          | 10,025  | 73.12 |
| ضد                          | 3,685   | 26.88 |
| أصوات غير صالحة / فارغة     | 712     | -     |
| المجموع                     | 14,422  | 100   |
| الناخبون المسجلون / الاقبال | 33,303  | 43.31 |
| المصدر: وزارة الداخلية      |         |       |